# باتیستا پارینی
باتیستا پارینی (ایتالیایی: Battista Parini؛ زادهٔ) دوچرخه‌سوار اهل ایتالیا است.